# Santa Ana (Cagayan)
Pour les articles homonymes, voir Santa Ana.
Santa Ana est une municipalité de la province de Cagayan, aux Philippines.

## Barangays
Santa Ana compte 16 barangays.
| - Casagan - Casambalangan (Port Irene) - Centro (Pob.) - Diora-Zinungan - Dungeg - Kapanikian - Marede - Palawig | - Batu-Parada - Patunungan - Rapuli (Punti) - San Vicente (Fort) - Santa Clara - Santa Cruz - Visitacion (Pob.) - Tangatan |